# Skala Plancka
Skala Plancka – skala energii w pobliżu {\displaystyle 1{,}22\cdot 10^{19}} GeV (odpowiadająca masie Plancka) przy której efekty kwantowe grawitacji stają się silne. W tej skali opis oddziaływań cząstek subatomowych w kategoriach kwantowej teorii pola załamuje się (z powodu nierenormalizowalności grawitacji). Mimo że fizycy mają całkiem dobre zrozumienie innych oddziaływań fundamentalnych na poziomie kwantowym, grawitacja jest problematyczna i nie może być zintegrowana z mechaniką kwantową (w wysokich energiach) przy użyciu kwantowej teorii pola. Przy energiach zmierzających do skali Plancka jest potrzebna dokładna teoria kwantowej grawitacji; wiodącą kandydatką jest teoria strun, lub jej modyfikacja – M-teoria. Inne podejścia do problemu obejmują pętlową grawitację kwantową, przyczynową triangulację dynamiczną i geometrię nieprzemienną. Przewiduje się, że w skali Plancka grawitacja staje się porównywana do innych sił i prawdopodobnie dochodzi do unifikacji wszystkich oddziaływań fundamentalnych, ale szczegóły tej unifikacji pozostają nieznane.
Podobnie – termin skala Plancka wiąże się ze skalą długości w pobliżu {\displaystyle 1{,}616\cdot 10^{-35}} metra, lub długością Plancka (która jest związana z energią Plancka poprzez zasadę nieoznaczoności). W tej skali koncepcje wielkości i odległości załamują się. Ponieważ komptonowska długość fali jest bliska promieniowi Schwarzschilda czarnej dziury w skali Plancka, foton o wystarczającej energii by zbadać tę sferę nie dałby żadnej informacji. Jakikolwiek foton o energii wystarczającej by zmierzyć obiekt w tej skali mógłby stworzyć cząstkę o tym rozmiarze, która byłaby wystarczająco masywna, by natychmiast stać się czarną dziurą, kompletnie zniekształcając ten region przestrzeni i połykając foton. Ten najbardziej ekstremalny przykład zasady nieoznaczoności tłumaczy dlaczego tylko teoria kwantowej grawitacji jednocząca ogólną teorię względności i mechanikę kwantową pozwoli zrozumieć dynamikę czasoprzestrzeni w tej skali. Jest ona istotna w kosmologii, ponieważ jeśli prześledzić ewolucję kosmosu wstecz do samego początku, na pewnym bardzo wczesnym etapie Wszechświat powinien być tak gorący, że procesy obejmujące energie rzędu energii Plancka (odpowiadające odległościom rzędu długości Plancka) mogły się odbywać. Z tego powodu okres ten jest nazywany erą Plancka.